# Crocodylus checchiai
Crocodylus checchiai is een soort van uitgestorven krokodillen uit het Mioceen en Plioceen van Afrika.

## Fossielen
Fossielen van Crocodylus checchiai zijn gevonden in Libië en Kenia en dateren uit het Laat-Mioceen en Vroeg-Plioceen. De soort werd in 1947 beschreven aan de hand een schedel die in 1938 in Libië was gevonden en later in de collectie van het paleontologisch instituut van de Università di Roma kwam.

## Verwantschap
Een studie uit 2020 naar een 7 miljoen jaar oude schedel van Crocodylus checchiai met behulp van een CT-scan liet zien dat de inwendige structuur overeenkomt met die van de Amerikaanse Crocodylus-soorten en dat Crocodylus checchiai nauwer verwant is aan de Amerikaanse dan aan de overige Afrikaanse soorten. In het Laat-Mioceen zal Crocodylus checchiai of een nauwe verwant via de Atlantische Oceaan van westelijk Afrika naar Zuid-Amerika zijn gemigreerd en vervolgens als de stamvorm van de Amerikaanse krokodillen hebben gefungeerd.